# Mouzieys-Teulet
 Mouzieys-Teulet là một xã trong tỉnh Tarn thuộc vùng Occitanie ở miền nam nước Pháp. Xã này nằm ở khu vực có độ cao trung bình 350 mét trên mực nước biển.